# Kurt Franz
Kurt Hubert Franz, född 17 januari 1914 i Düsseldorf, död 4 juli 1998 i Wuppertal, var en tysk SS-Untersturmführer och dömd krigsförbrytare. Han var förintelselägret Treblinkas tredje och siste kommendant.

## Tidig karriär
Kurt Franz var son till en köpman i Düsseldorf. 1929 började han som kockelev vid en av stadens restauranger. År 1932 anmälde han sig till ett läger för arbetstjänst i Ratingen, anordnat av den paramilitära frikåren Stahlhelm. Två år senare kom han till Lager Bad Honnef där han befordrades till Truppführer. Mellan 1935 och 1937 gjorde Franz sin militärtjänstgöring, vilken han lämnade med tjänstegraden Oberkanonier. Han hade under denna tid även tjänstgjort som kock.
I slutet av år 1937 inträdde Franz i SS-Totenkopfverbände (SS-TV) och dess 3:e SS-Totenkopfstandarte ”Thüringen”. Mellan 1938 och 1941 steg han i graderna från SS-Sturmmann till SS-Scharführer. Under dessa år arbetade han emellanåt som vakt i koncentrationslägret Buchenwald, beläget i närheten av Weimar.

## Aktion T4
År 1939 kallades Franz till tjänst hos rikshälsoministern Leonardo Conti i Berlin. Inom kort var han engagerad i Nazitysklands eutanasiprogram, Aktion T4, vilket initialt leddes av Conti och som syftade till att mörda psykiskt och fysiskt funktionshindrade personer. Den 17 oktober 1939 ingick Franz i en delegation, ledd av Viktor Brack, som skulle inspektera sanatoriet Grafeneck, vilket man planerade att bygga om till ”eutanasianstalt” (NS-Tötungsanstalt). Franz var anställd vid anstalterna Grafeneck, Brandenburg, Hartheim och Sonnenstein där hans huvudsakliga syssla var kock.
Efter starka protester från bland annat den katolska kyrkan upphörde man i augusti 1941 momentant med mordverksamheten inom Aktion T4. Verksamheten kom dock att till viss del fullföljas genom Aktion 14f13.

## Operation Reinhard

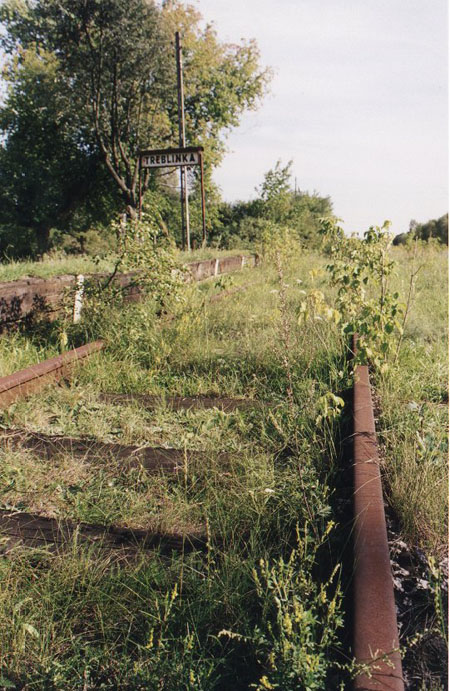
Järnvägen till Treblinka.

Den 20 april 1942 befordrades Franz till SS-Oberscharführer och kallades kort därefter till SS- och polischefen i distriktet Lublin, Odilo Globocnik, som även var chef för Operation Reinhard, nazisternas kodnamn för förintandet av Generalguvernementets judiska befolkning. Globocnik placerade Franz i förintelselägret Bełżec i sydöstra Generalguvernementet. I Bełżec var Franz kökschef, men han hade även till uppgift att utbilda ukrainska vakter för tjänst i lägret. Sensommaren 1942 förflyttades Franz till Treblinka där han fick befälet över det ukrainska vaktmanskapet och befordrades till vice kommendant under Franz Stangl.
Franz befordrades till SS-Untersturmführer, den lägsta officersgraden, den 21 juni 1943, och drygt två månader senare, den 27 augusti, utnämndes han till Stangls efterträdare som kommendant för Treblinka. Av lägerfångarna fick Franz smeknamnet ”Lalke” (jiddisch ’docka’), eftersom han ansågs ha ett runt, nästan dockliknande ansikte. Sitt yttre till trots framställs Franz som den värste mördaren och sadisten i Treblinka. En av de få överlevande från Treblinka, den tjeckiske juden Richard Glazar (1920–1997), vittnar om hur Franz med nackskott brukade avrätta fångar i lägrets så kallade lasarett.
Operation Reinhard avslutades i november 1943 och då kommenderades personalen, däribland Franz och Stangl, till Operationszone Adriatisches Küstenland i norra Italien. Inom ramen för Sonderabteilung Einsatz R grep och deporterade man italienska judar samt bekämpade partisaner.

## Gripande och rättegång
I andra världskrigets slutskede greps Franz av amerikanska soldater men lyckades fly. Västtyska myndigheter kom Franz på spåren och kunde i december 1959 gripa honom. I Franz bostad påträffade polisen ett album med fotografier från hans tid i Treblinka och Italien; albumet bär titeln Schöne Zeiten ("Härliga tider"). År 1964 ställdes Franz och tio andra lägervakter från Treblinka, bland andra August Wilhelm Miete och Franz Suchomel, inför rätta i Düsseldorf åtalade för brott mot mänskligheten och delaktiga i massmord på 700 000 människor. Franz dömdes den 3 september 1965 till livstids fängelse som medansvarig för mord på minst 300 000 personer samt personligen skyldig till mord på 139 personer vid 35 tillfällen ("gemeinschaftlichen Mordes an mindestens 300000 Personen und wegen Mordes in 35 Fällen an mindestens 139 Personen"). I sin dom skriver rätten bland annat:
| ” | [Franz] är personligen skyldig till en större del av de strömmar av blod och tårar, som flöt i Treblinka. | „ |

Franz frisläpptes 1993 av hälsoskäl. Han avled i Wuppertal 1998.